# لو ساپ
ل ساپ (به فرانسوی: Le Sap) یک کامین در فرانسه است که در اورن واقع شده‌است.

## خصوصیات
ل ساپ ۲۲٫۷۳ کیلومترمربع مساحت و ۹۳۷ نفر جمعیت دارد و ۲۴۰ متر بالاتر از سطح دریا واقع شده‌است.